# Веселий Степ
Веселий Степ —  село в Україні,  Сумській області, Роменському районі. Населення становить 2 особи. Входить до складу Роменської міської громади. До 2020 орган місцевого самоврядування - Біловодська сільська рада.

## Географія
Село Веселий Степ розташований на одному із витоків річки Бобрик.
На відстані 1,5 км розташоване село Марківське. Поруч пролягає автомобільний шлях Т 1907.

## Історія
Село постраждало внаслідок геноциду українського народу, проведеного урядом СРСР 1923-1933 та 1946-1947 роках.
12 червня 2020 року, відповідно до розпорядження Кабінету Міністрів України № 723-р «Про визначення адміністративних центрів та затвердження територій територіальних громад Сумської області», село увійшло до складу Роменської міської громади.
19 липня 2020 року, в результаті адміністративно-територіальної реформи та ліквідації Роменського району(1930—2020), увійшло до складу новоутвореного Роменського району.

## Економіка
- Молочно-товарна, птахо-товарна, свино-товарно та вівце-товарна ферма.